# Jangō World Cup
Jangō World Cup (雀豪ワールドカップ) est un jeu vidéo de mah-jong sorti en 1993 sur Mega-CD. Le jeu a été développé et édité par Victor Interactive Software. Il est sorti uniquement au Japon.